# Gobiesox schultzi
Gobiesox schultzi är en fiskart som beskrevs av Briggs, 1951. Gobiesox schultzi ingår i släktet Gobiesox och familjen dubbelsugarfiskar. IUCN kategoriserar arten globalt som livskraftig. Inga underarter finns listade i Catalogue of Life.